# Martaré

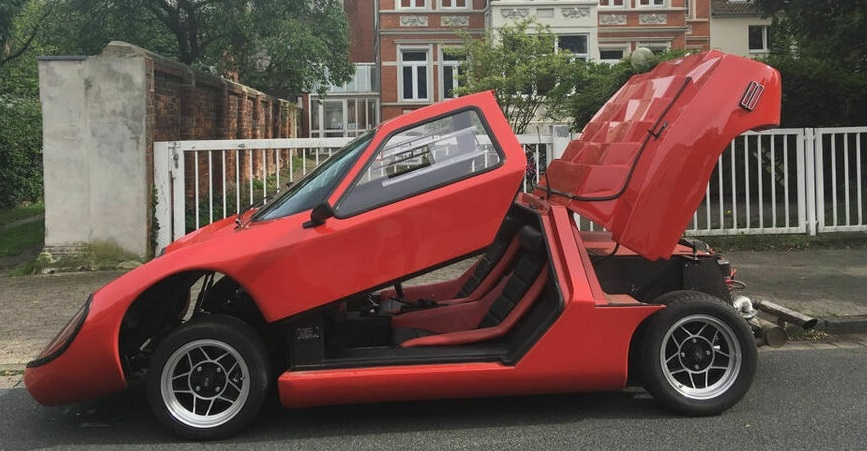
Martare GT mit Flipfront

Martaré war eine niederländische Automarke.

## Unternehmensgeschichte
Ed Martaré aus Amsterdam war Werbegrafiker und betrieb in Aalsmeer ein Unternehmen für Polyester. Er entwarf ein Hardtop für ein Cabriolet sowie 1971 den Prototyp eines Coupés, von dem er bis 1973 acht Exemplare herstellte und verkaufte.

## Automobile
Das Hardtop entstand für den Fiat 850 Spider und wurde in kleiner Serie verkauft. Das Coupé Martaré GT war entweder mit zwei Flügeltüren oder in noch kleinerer Serie als Flipp-Over-Front ausgestattet (der gesamte vordere Aufbau wurde mitsamt den Scheiben aufgeklappt) und ähnelte dem Thurner RS. Während der Prototyp mit Teilen vom Fiat 238 und dem Vierzylindermotor vom Fiat 125 ausgestattet war, kam in der Serie ein Fahrgestell von VW zum Einsatz. Der Bausatz kostete 9.500 Niederländische Gulden, das komplette Fahrzeug 17.000 Gulden. Mindestens drei Fahrzeuge sowie die Formen für die Karosserie sind erhalten geblieben.